# Georg-Friedrich-Händel-Gymnasium
Das Georg-Friedrich-Händel-Gymnasium ist ein öffentliches Gymnasium in Berlin, das als Schule besonderer pädagogischer Prägung den Schwerpunkt Musik hat. Das Gymnasium befindet sich in Friedrichshain.

## Geschichte

### Gründung, Umzug nach Friedrichshain und Kriegszeit (1906–1945)
In Berlin-Kreuzberg wurde 1906 in der Fürbringer Str. 33/34 die Städtische Studienanstalt der realgymnasialen Richtung zu Berlin eröffnet. 1924/25 wurde die Lehranstalt auf Beschluss des Magistrats nach Friedrichshain verlegt. Dabei wurde ein Lyzeum angegliedert, wodurch die erste höhere Mädchenschule in Berlin-Friedrichshain entstand. Die Schule zog in das 1907/08 errichtete Gebäude der Gemeindedoppelschule in der Frankfurter Allee 36/37 ein. 1934 wurde die gymnasiale Abteilung der Schule dem Gymnasium zum Grauen Kloster angeschlossen.
1935 wurde die Schule nach dem Komponisten Händel in Georg-Friedrich-Händelschule benannt. Die realgymnasiale Studienanstalt wurde im Schuljahr 1939/1940 zugunsten der Anstrengung auf die Kriegswirtschaft abgebaut, letztmals erhielten Schülerinnen 1940 ihr Abitur. Ab 1940 wurde nur noch so viel geheizt, dass die Rohre nicht einfrieren. Durch Bomben wurde der westliche Seitenflügel, Dach und Heizung zerstört, so dass bei Kälte und Regen kein Unterricht mehr stattfinden konnte.

### Nachkriegszeit und DDR (1945–1990)
Im Juni 1945 ordneten die Besatzungsmächte die Wiederaufnahme des Schulunterrichts in Berlin an.
1968 wurden die beiden Erweiterten Oberschulen (EOS) Händel-Oberschule und Andreas-Oberschule zusammengelegt. Die daraus entstandene EOS Georg Friedrich Händel verblieb als Spezialschule musikalischer Ausrichtung im Gebäude der Händel-Oberschule. Viele der Schülerinnen und Schüler kamen bei der Neuorganisation 1968 aus der Edgar-André-Oberschule (heute Erich-Fried-Gymnasium), wo bis dato der Kinderchor des Berliner Rundfunks unter Leitung von Ilse und Hans Naumilkat ansässig war.

### Seit der Wiedervereinigung (1991–heute)
Die Spezialschule für Musik wurde 1991 in 4. Gymnasium Friedrichshain umbenannt, da alle Schulen in Ost-Berlin laut Verordnung ihren Namen verloren. Allerdings blieb die Musikausbildung mit den vielen Ensembles und Orchestern erhalten.
2006 feierte die Schule ihre 100-Jahr-Feier mit Aufführungen von Carmina Burana und Dettinger Te Deum durch Schulensembles im Konzerthaus am Gendarmenmarkt. Im selben Jahr erhielt die Schule den Status als Schule besonderer pädagogischer Prägung.

## Profil und Auswahlverfahren
Die Schule ist ein zweizügiges Musikgymnasium, das mit der Jahrgangsstufe 5 beginnt. Damit handelt es sich um ein grundständiges Gymnasium, bei vielen Berliner Gymnasien erfolgt der Übergang von der Grundschule zur weiterführenden Schule erst mit der Jahrgangsstufe 7. 2012/2013 wurde an der Schule ein zusätzlicher, mit der siebten Klasse beginnender Zug eingerichtet, nachdem bereits im Schuljahr 1997/1998 ein dritter Zug ab der fünften Klasse startete (Abiturjahrgang 2006).
Der musikalische Schwerpunkt zeigt sich in der Verstärkung des Unterrichtsfaches Musik. Zudem müssen sich Schülerinnen und Schüler dazu verpflichten, in den Ensembles, Chören und Orchestern der Schule mitzuwirken. Diese Ensemblearbeit umfasst in der Regel vier Wochenstunden. Individuelle Stimmbildung bzw. Instrumentalunterricht ist Pflicht. In der gymnasialen Oberstufe müssen die Jugendlichen das Fach Musik als Leistungskursfach wählen.
Zur Aufnahme auf die Schule muss durch die Kinder ein Musik-Eingangstest absolviert werden. Zudem werden in den Fächern Deutsch, Mathematik, Sachunterricht und Musik in ihrer bisherigen Schule mindestens gute Leistungen gefordert. Wenn sich in einem Jahrgang mehr Interessierte bewerben als es Plätze gibt, erfolgt die Auswahl nach der musikalischen Qualifikation.

## Schulgebäude
Das heutige Gebäude des Georg-Friedrich-Händel-Gymnasium wurde von einer Gruppe unter Leitung des Stadtbaurats Ludwig Hoffmann als Gemeindedoppelschule entworfen und 1907/08 errichtet. Dabei wirkten neben Hoffmann die Magistratsbauräte Matzdorff und Herold sowie die Architekten Häberer und Gerecke mit. Die Bauplastiken stammten von Josef Rauch. Der Neubau bestand aus dem viergeschossigen Schulgebäude in Form eines Hufeisens, einer Turnhalle und einem Wohnhaus für Lehrer. Das Schulgebäude selbst ist von den umliegenden Straßen aus kaum sichtbar, da es im Zentrum des Karrees von Frankfurter Allee, Warschauer Straße, Boxhagener Straße und Niederbarnimstraße steht, und von deren Blockbebauung verdeckt wird. Da so einzig das Lehrerwohnhaus zur Frankfurter Allee sichtbar war, wurde dessen Naturstein-Fassade mit Plastiken und Kapitellen im Relief repräsentativ ausgeführt. Sowohl Turnhalle als auch Lehrerwohnhaus wurden im Krieg zerstört, bzw. fielen dem Neubau der Stalinallee zum Opfer. Auch der rechte (westliche) Flügel des Schulgebäudes wurde zerstört.
1998/1999 wurde ein Musikpavillon errichtet. 2010/2011 wurde am Schulhaus ein dreigeschossiger Anbau angebaut, in dem sich Kabinette für den naturwissenschaftlichen Unterricht befinden. Auf der Rückseite des Schulgebäudes befindet sich heute der Schulhof, über den die neue Sporthalle und Musikpavillon zugänglich sind. Von 2015 bis 2017 wurde rechts (westlich) des Hauptgebäudes ein Anbau („Musikaula“) errichtet, der einen Konzertsaal für bis zu 350 Zuhörer aufnimmt.
Östlich grenzt an die Schule ein 1969 errichteter Typenschulbau an, der von der EOS Heinrich Hertz genutzt wurde, einer Spezialschule mathematischer Ausrichtung. 1993 zog diese Schule an einen anderen Standort. Das Nachbargebäude wird inzwischen von der Bezirkszentralbibliothek Frankfurter Allee genutzt.

## Bekannte Personen

### Schüler
Nach Abiturjahrgang:
- 1966: Marianne Birthler (* 1948), Politikerin und Bundesbeauftragte für die Unterlagen des Staatssicherheitsdienstes[8]
- 1968: Joachim Tschirner (* 1948), Dokumentarfilmregisseur
- 1976: Dietmar Hiller (* 1958), Musikwissenschaftler und Dramaturg
- 1980: Jeannette Urzendowsky, Ärztin und Chansonette
- 1983: Georg Christoph Sandmann (* 1965), Dirigent und Hochschullehrer
- 1984: Burkhard Bauche (* 1966), Pianist, Dirigent, Entertainer, Musiker und Dozent
- 1984: Vivian Hanjohr (* 1966), Gitarristin
- 1984: Jan Hermerschmidt (* 1966), Klarinettist
- 1987: Susanne Hähnchen (* 1969), Juristin und Hochschullehrerin
- 1992: Raiko Krauß (* 1973), Archäologe
- 1995: Alexander Scheer (* 1976), verließ die Schule nach der 11. Klasse, Schauspieler
- 1995: Claudia Uhle (* 1976), Sängerin und Gesangslehrerin
- 1995: Heide Schinowsky (* 1975), Politikerin
- 2006: Fabian Enders (* 1986), Dirigent
- 2009: Rahel Johanna Jankowski (* 1988), Schauspielerin

### Lehrer und musikalische Leiter
- Knut Andreas (* 1979), Dirigent und Musikwissenschaftler, leitet seit 2015 das Jugend-Sinfonie-Orchester Berlin, das seinen Sitz am Händel-Gymnasium hat.
- Hans Naumilkat (1919–1994), Komponist und Musikerzieher, leitete von 1968 bis 1974 das Ensemble Etkar André an der EOS „Georg Friedrich Händel“
- Manfred Roost (1929–2022), Dirigent und Chorleiter, gründete 1955 den Rundfunk-Kinderchor Berlin, übernahm 1974 die künstlerische Leitung der Chöre an der Händel-Schule